# Монстр из Зелёного ада
«Монстр из Зелёного ада» (англ. Monster from Green Hell) — американский чёрно-белый кинофильм 1957 года.

## Сюжет
При поддержке правительства американские учёные проводят опыты по воздействию космической радиации на живой организм. В качестве объекта исследования используются насекомые и небольшие животные. Исследования проводятся на специальных космических спутниках. Один из таких аппаратов с подопытными осами терпит аварию и исчезает с радаров. Вскоре в газетах появляются сообщения о странных происшествиях, происходящих в африканской местности под названием Зелёный ад. Один из руководителей проекта доктор Брэди возглавляет экспедицию в этот район для исследования загадочных событий. Прибыв в пункт назначения, члены экспедиции быстро выясняют, что в этой местности упал неисправный спутник. Подопытные осы из-за действия космической радиации достигли огромных размеров. Именно они служат причиной гибели и исчезновения множества местных жителей. Вскоре члены экспедиции сами оказываются атакованы гигантскими осами. Чтобы остаться в живых и остановить угрозу, нависшую не только над местными жителями, но и над всем человечеством, учёные должны придумать способ борьбы с монстрами.